# 대한민국 민법 제754조
대한민국 민법 제754조는 심신상실자의 책임능력에 대한 민법 채권법 불법행위 조문이다.

## 조문
제754조(심신상실자의 책임능력) 심신상실 중에 타인에게 손해를 가한 자는 배상의 책임이 없다. 그러나 고의 또는 과실로 인하여 심신상실을 초래한 때에는 그러하지 아니하다.

第754條(心神喪失者의 責任能力) 心神喪失 中에 他人에게 損害를 加한 者는 賠償의 責任이 없다. 그러나 故意 또는 過失로 因하여 心神喪失을 招來한 때에는 그러하지 아니하다.

## 비교 조문
일본민법 제713조 (책임능력) 정신상의 장해로 인해 자기의 행위의 책임을 분별할 능력을 흠결한 상태에 있는 사이에 타인에 손해를 가한 자는, 그 배상의 책임을 부담하지 아니한다. 그러나, 고의 또는 과실로 인해 일시적으로 그 상태를 초래한 때에는 그러하지 아니하다.

## 참고 문헌
- 오현수, 일본민법, 진원사, 2014. ISBN 978-89-6346-345-2
- 오세경, 대법전, 법전출판사, 2014 ISBN 978-89-262-1027-7
- 이준현 , LOGOS 민법 조문판례집, 미래가치, 2015. ISBN 979-1-155-02086-9

## 같이 보기
- 불법행위